# Louessé
Der Louessé ist der rechter Nebenfluss des Kouilou in Gabun und in der Republik Kongo.

## Verlauf
Der Fluss entspringt im südlichen Gabun, in der Provinz Ogooué-Lolo, auf dem Massif du Chaillu. Seine Quelle liegt direkt an der Grenze zur Republik Kongo, die er schon nach wenigen Kilometern überquert. Der Louessé durchfließt von Nord nach Süd das Departement Niari. Etwa 50 km vor seiner Mündung macht er einen scharfen Knick nach Westen und nimmt seine beiden wichtigsten Nebenflüsse, den Mpoukou und Lelali, von links auf. Auf dem letzten Stück verläuft er der Grenze zwischen Niari und Lékoumou entlang, bevor er in den Kouilou  mündet. Er wird nach der Fertigstellung des Kouilou-Sees in diesen münden.

## Hydrometrie
Die Durchflussmenge des Louessé wurde an der hydrologischen Station Bac de Biyamba im oberen Bereich des Einzugsgebietes, über die Jahre 1957 bis 1959 gemittelt, gemessen (in m³/s).

## Fauna
Im Jahr 2017 wurden drei neue Arten von Prachtkärpflingen im oberen Louessé entdeckt.